# Symfonie nr. 1 (Roussel)

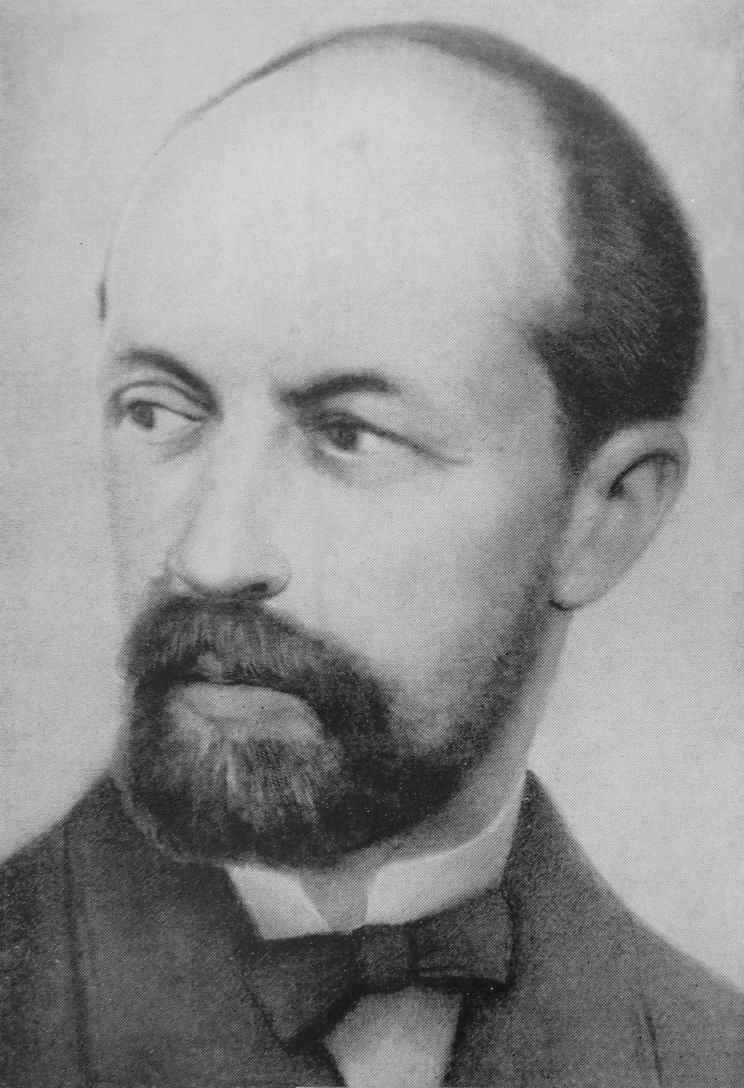
Albert Roussel 1913

De Franse componist Albert Roussel (1869-1937) werkte aan zijn Symfonie nr. 1 "Le poème de la forêt" van 1904 tot 1906.

## Werk
Le poème de la forêt (Frans voor Het gedicht van het bos) voldoet aan de vormkenmerken van de orkestsymfonie, maar behoort tegelijk tot de programmamuziek. Het werk valt in de eerste stijlperiode van Roussel. Hij borduurde voort op de impressionistische muziek van Claude Debussy en Maurice Ravel. In tegenstelling tot die beiden schreef Roussel wel symfonieën, vier in totaal. Ook is de invloed te horen van zijn leermeester Vincent d'Indy, die in dezelfde periode bezig was aan zijn driedelige orkestwerk Jour d'été à la montagne, met een verwante thematiek, sfeer en stijl.
De thematiek van de symfonie loopt gelijk aan de vier jaargetijden, een geliefd onderwerp in de muziek:
1. Forêt d’hiver (bos in de winter) (zeer langzaam, maatslag 52)
2. Renouveau (vernieuwen, lees lente) (animé)
3. Soir d’été (zomeravond) (zeer langzaam, maatslag 54)
4. Faunes et dryades (Fauns en Dryaden, de herfst) (vrij levendig, maatslag 160)

De eerste uitvoering van het werk vond niet in Frankrijk plaats. Brussel had de première op 22 maart 1908. Sylvain Dupuis leidde het orkest van de Koninklijke Muntschouwburg.

## Bezetting
Roussel schreef zijn eerste symfonie voor:
- 3 dwarsfluiten (waarvan 3 ook piccolo), 2 hobo’s, 1 althobo  2 klarinetten,  2 fagotten
- 4 hoorns, 2 trompetten, 3 trombones, 1 tuba
- pauken,  2 harpen
- violen, altviolen, celli, contrabassen

## Discografie (2013)
- Uitgave Naxos: Royal Scottish National Orchestra o.l.v. Stéphane Deneve (opname 2008)
- Uitgave Newton/Sony: Orchestre Philharmonique de Radio France o.l.v. Jarek Manowski
- Uitgave Ondine: Orchestre de Paris o.l.v. Christoph Eschenbach
- Uitgave Apex: Orchestre National de France, o.l.v. Charles Dutoit
- Uitgave Cypres: Symfonieorkest Vlaanderen o.l.v. Fabrice Bollon